# Янас, Збигнев
Збигнев Пётр Янас (пол. Zbigniew Piotr Janas; род. 2 июля 1953 года, Варшава, ПНР) — польский политик и профсоюзный деятель, депутат Сейма ПНР X созыва, а также депутат Сейма Республики Польша I, II и III созывов.

## Биография
В 1973 году окончил железнодорожный техникум в Варшаве. С 1974 по 1978 год работал машинистом в локомотивном депо Варшава-Охота, с 1978 по 1981 год работал электриком на заводе «Урсус».
В 1978 году вступил в КОС-КОР. В июле 1980 года, вместе с Збигневом Буяком, организовал односменную забастовку на «Урсусе». С сентября 1980 года — член профсоюза «Солидарность», председатель первичной организации на заводе «Урсус». После введения военного положения, с 1981 по 1984 год, находился в подполье. С 1983 года был активистом Польско-Чехословацкой Солидарности.
В 1989 году был избран депутатом Сейма ПНР X созыва от гражданского комитета «Солидарности». Был переизбран в Сейм Республики Польша I и II созывов от Демократической унии и в Сейм III созыва от Союза свободы.

## Награды
- Орден Возрождения Польши (2007) — Польша[1]
- «За заслуги перед дипломатией» (2019) — Чехия[2]